# Elchin Afandiyev
Pour les articles homonymes, voir Afandiyev.
Elçin Afandiyev (en azéri : Elçin İlyas oğlu Əfəndiyev) dit Elçin, né à Bakou (république socialiste soviétique d'Azerbaïdjan, URSS) le 13 mai 1943 et mort le 3 août 2025, est un écrivain, professeur et homme politique azerbaïdjanais, docteur en philologie, écrivain du peuple de la république d'Azerbaïdjan (1998), ancien vice-Premier ministre de la république d'Azerbaïdjan.

## Biographie
Elçin Efendiyev (ou Afandiyev, d'après le résumé d'introduction de cet article) est né à Bakou dans la famille d'Ilyas Efendiyev (ou Afandiyev, d'après le résumé d'introduction de cet article), l'un des grands représentants de la littérature azerbaïdjanaise du XXe siècle, écrivain du peuple azerbaïdjanais. Il grandit dans un environnement littéraire, entouré de livres. D'une part, la littérature nationale et le folklore, d'autre part, la littérature mondiale devient la base de sa lecture constante.

### Études
Son premier article a été publié dans le journal Jeunesse d'Azerbaïdjan en 1959, alors qu'il avait 16 ans. Il est diplômé du lycée de Bakou (1960), de l'université d'État de Bakou, de la faculté de philologie (1965), de l'Institut de littérature du nom de Nizami de l'Académie des sciences d'Azerbaïdjan, d'un cours de troisième cycle en théorie littéraire (1968). Il soutient sa thèse de doctorat sur le premier livre de nouvelles, L'une des mille nuits, publié en 1965.

### Œuvre
Plus tard, Elchin Afandiyev publie une centaine de livres dans plusieurs langues. Le tirage total de ses livres est supérieur à 5 millions. Plusieurs longs métrages ont été tournés selon les scénarios d'Elchin : Le premier amour de Baladadash (une des nouvelles du film Pages de vie, 1974), Un coup dans le dos (1977), Je serai de retour (1980), Carrosse d’argent (1982), Saison d'été (1985), Umai rêve (1985, dessin animé), Nuit sans fin (1989), Bombe nationale (2004), Le sort du souverain (2008). En tant que réalisateur, il a tourné le dessin animé « Jirdtan ». Il signe toutes ses œuvres comme « Elchin ».

### Mort
Elchin Afandiyev meurt le 3 août 2025 à l'âge de 82 ans. Il a été enterré dans la Première Allée d'honneur.